# 吉爾伽美什
吉爾伽美什（羅馬化：Gilgameš），又譯為吉加美士、鳩格米西或基加美修，是盧加爾班達之子、烏魯克第五任國王（早王朝第二，烏魯克第一王朝），統治期大約在公元前2600年。他是著名古代文學《吉爾伽美什史詩》的主角，被寫成是女神寧松之子。在美索不达米亚神话中，吉爾伽美什是擁有超人力量的半神（三分之二是神，三分之一是人，即擁有神的智慧及力量，但沒有神的壽命），建造城牆保護人民免受外來攻擊。根據「Tummal刻文」，吉爾伽美什及其子Urlugal，重建女神寧利爾的聖殿，聖殿設於Tummal，該地是尼普爾城的聖域。

## 楔形文字的記錄
《吉爾伽美什史詩》記載，吉爾伽美什命令興建烏魯克的城牆。在史詩的尾段，吉爾伽美什向渡船人乌沙那毕（Urshanabi）吹噓城牆由七聖賢所建。史書記載，阿卡德王薩爾貢將城牆破壞以展示軍事實力。
雖然缺乏直接的證據，大部分學者認為吉爾伽美什真有其人，主要是出土的刻文確認了一些與他相關的人在歷史上曾經出現，如恩美巴拉格西和基什之阿伽。若吉爾伽美什確有其人，他的統治年期應大約在公元前2600年。一些蘇美爾的早期文獻將他的名字串成「Bilgames」。由於最初未能充份掌握閱讀楔形文字，吉爾伽美什要到1891年才被發現，而且是以「Izdubar」（𒀭𒄑𒂅𒈦的误解读）的名字出現。
大部分文獻中，吉爾伽美什被標示為神明（𒀭），但並無證據顯示他當時已被神化；而根據有關吉爾伽美什的神話，他被神化應是後來的事（與阿卡德王的神化不同）。正因如此，其他歷史人物的故事可能被張冠李戴，當成是吉爾伽美什的故事，尤其是拉格什第二王朝的統治者古地亞的事跡（前2144年—前2124年）。
無論《吉爾伽美什史詩》是否根據歷史原型所作，吉爾伽美什是該史詩的主角，而其名字也曾出現在希臘神話故事中，名字為「Gilgamos」（Γιλγαμος）。該故事與珀爾修斯故事相類似，講述巴比倫國王相信其孫會殺死他的預言，於是國王將他的孫從高塔投下，但卻跌在一隻鷹上，跌勢被大為減緩，後來嬰兒被園丁發現並撫養成人。
一塊記載吉爾伽美什史詩的泥板在英國、美國轉手數次，2014年被手工藝品零售商以167萬美元買下，並將它陳列於位在華府的聖經博物館（Museum of the Bible）。2017年因文件不齊全有策展人對泥板來源起疑，2019年由美國司法部查扣，2021年9月重回伊拉克人手中。聯合國教科文組織（UNESCO）秘書長阿祖萊（Audrey Azoulay）說，吉爾伽美什史詩是「人類共同寶藏」，並指泥板回到真正故鄉是「國際社會對抗歷史遺產破壞者的重大勝利」。

## 生平
吉爾伽美什即位後的第一件事，即為殺掉森林之神胡姆巴巴。此事的象徵意義乃在於，指出農耕文明乃是由征服大自然所發展出來，其本質乃在於對大自然之迫害。

## 相關創作
- Fate系列：聖杯戰爭中登场的英灵，為人類最古老的英雄王。在Fate/stay night、Fate/Zero、Fate/strange Fake中擔任職階Archer。在Fate/EXTRA中没有職階。在Fate/Grand Order中擔任職階Archer和Caster。配音員：關智一，幼年姿態則為遠藤綾。
- Final Fantasy：ギルガメッシュ
- 魔界王子 devils and realist
- Puzzle & Dragons龍族拼圖：美索不達米亞系列神，火屬性卡片
- 神魔之塔：地獄級關卡的地獄魔王。
- 怪物彈珠
- Crash Fever：超巫師級BOSS
- Divine Gate
- 文明帝國VI：蘇美文明的領袖
- 惡魔獵人4：但丁的武器拳套
- 闇影詩章：8費中立銀卡
- 黑騎士と白の魔王：英雄王 吉爾伽美什
- 十項王子：作者池上遼一，後來時報文化取得版權後更名為《帝王之子》。
- 不死煉金術師：配角
- 遊戲王：DDD深淵王-吉爾伽美什 首次定場於LVP2卡包，為強化DDD牌組的連結怪獸。
- 永恆族 (電影)：由韓國男演員 馬東石 所飾演角色。[6]